# Sommet du G7 de 1992
Pour un article plus général, voir Sommet du G8.
Le sommet du G7 1992, 18e réunion du G7, réunissait les dirigeants des 7 pays démocratiques les plus industrialisés, ou G7, du  6 au 8 juillet 1992, au sein de la résidence à Munich (Allemagne).

## Participants
| Participants au G7            |                  |                     |                                       |
| Membre                        | Membre           | Représenté par      | Fonction                              |
| Drapeau du Canada             | Canada           | Brian Mulroney      | Premier ministre                      |
| Drapeau de la France          | France           | François Mitterrand | Président                             |
| Drapeau de l'Allemagne        | Allemagne        | Helmut Kohl         | Chancelier                            |
| Drapeau de l'Italie           | Italie           | Giuliano Amato      | Président du Conseil                  |
| Drapeau du Japon              | Japon            | Miyazawa Kiichi     | Premier ministre                      |
| Drapeau du Royaume-Uni        | Royaume-Uni      | John Major          | Premier ministre                      |
| Drapeau des États-Unis        | États-Unis       | George H. W. Bush   | Président                             |
| Drapeau de l’Union européenne | Union européenne | Jacques Delors      | Président de la Commission européenne |
| Drapeau de l’Union européenne | Union européenne | Ruud Lubbers        | Président du Conseil européen         |